# William Parker (sceneggiatore)
William Parker (Walla Walla, 17 settembre 1886 – New York, 28 luglio 1941) è stato uno sceneggiatore e regista cinematografico statunitense.

## Biografia
Nato a Walla Walla, nello stato di Washington, lavorò come sceneggiatore all'epoca del cinema muto. Nella sua carriera, durata circa sette anni e iniziata nel 1915, si contano quasi una quarantina di lavori tra soggetti e sceneggiature. Fu anche regista di tre film.

## Filmografia

### Sceneggiatore
- Her Buried Past, regia di Fred Kelsey (1915)
- Mountain Mary, regia di Reaves Eason (1915)
- The Silken Spider, regia di Frank Borzage (1916)
- The Code of Honor, regia di Frank Borzage (1916)
- The Courtesan, regia di Arthur Maude (1916)
- Killed by Whom?, regia di Carl M. Leviness (1916)
- The Conspiracy, regia di Henry MacRae (1916)
- For Love and Gold
- Guilty, regia di Henry MacRae - cortometraggio (1916)
- The Lost Lode, regia di Henry McRae (1916)
- The Mainspring, regia di Jack Conway (1916)
- Fighting Joe
- The Forbidden Game, regia di Harry F. Millarde - cortometraggio (1917)
- Good-for-Nothing Gallagher, regia di William V. Mong - cortometraggio (1917)
- Money Madness, regia di Henry McRae (1917)
- Some Boy, regia di Otis Turner (1917)
- Hands in the Dark, regia di Henry McRae (1917)
- Who Was the Other Man?, regia di Francis Ford (1917)
- The Right Man, regia di Henry MacRae  (1917)
- Anything Once, regia di Joseph De Grasse (1917)
- The Winged Mystery, regia di Joseph De Grasse (1917)
- The Mystery Ship, regia di Francis Ford, Harry Harvey, Henry MacRae - serial (1917)
- Miss Jackie of the Army, regia di Lloyd Ingraham (1917)
- The Scarlet Car, regia di Joseph De Grasse (1917)
- A Weaver of Dreams, regia di John H. Collins (1918)
- Revenge, regia di Tod Browning (1918)
- Hearts or Diamonds?, regia di Henry King (1918)
- The White Lie, regia di Howard C. Hickman (1918)
- Money Isn't Everything, regia di Edward Sloman (1918)
- Life's a Funny Proposition, regia di Thomas N. Heffron (1919)
- What Every Woman Wants, regia di Jesse D. Hampton (1919)
- Bare-Fisted Gallagher, regia di Joseph Franz (come J.J. Franz) (1919)
- L'onore familiare (The Family Honor), regia di King W. Vidor (1920)
- The Virgin of Stamboul, regia di Tod Browning (1920)
- L'uomo dal coltello a serramanico (The Jack-Knife Man), regia di King Vidor (1920)
- The Nut
- The Cave Girl, regia di Joseph Franz (1921)

### Regista
- The Reunion (1916)
- The Whispered Word (1916)
- The Fifth Ace (1916)